# اثر شتاب‌دهنده
اثر شتاب‌دهنده (انگلیسی: Accelerator effect) در اقتصاد تأثیر مثبتی بر سرمایه گذاری های ثابت خصوصی در رشد اقتصاد بازار دارد (مثلاً با تغییر در تولید ناخالص داخلی اندازه گیری می شود). افزایش تولید ناخالص داخلی (رونق اقتصادی ) نشان می دهد که مشاغل به طور کلی شاهد افزایش سود ، افزایش فروش و گردش پول و استفاده بیشتر از ظرفیت های موجود هستند. این امر معمولاً نشان می دهد که انتظارات سود و اعتماد  تجارت افزایش می یابد و مشاغل را ترغیب می کند تا کارخانه ها و ساختمانهای بیشتری را بسازند و ماشین آلات بیشتری نصب کنند. (این هزینه به عنوان سرمایه گذاری ثابت نامیده می شود.) این ممکن است با تحریک درآمد و خرید مصرف کننده ، یعنی از طریق اثر چند برابر منجر به رشد بیشتر اقتصاد شود.اثر شتاب دهنده نیز به روش دیگری پیش می رود: افت تولید ناخالص داخلی (رکود اقتصادی) به سودهای تجاری ، فروش ، گردش پول ، استفاده از ظرفیت و انتظارات آسیب می رساند. این به نوبه خود دلسرد سرمایه گذاری ثابت و بدتر شدن رکود توسط اثر چند برابر شده است.تأثیر شتاب دهنده در شرایطی مناسب است که اقتصاد یا مشاغل خود را از اشتغال کامل دور کند یا در حال حاضر پایین تر از آن سطح تولید باشد. این امر به این دلیل است که سطح بالایی از تقاضای کل در برابر حد تعیین شده توسط نیروی کار موجود ، موجودی کالاهای سرمایه موجود ، در دسترس بودن منابع طبیعی و توانایی فنی اقتصاد برای تبدیل نهاده ها به محصولات است.

## اثر چند برابر در مقابل شتاب
اثر شتاب پدیده ای است که یک متغیر با توجه به زمان سریعتر و سریعتر به سمت مقدار مطلوب خود حرکت می‌کند. معمولاً متغیر سهام سرمایه است. در مدل‌های کینزی، سرمایه ثابت مورد توجه نیست، بنابراین ضریب شتاب‌دهنده به تلافی ضرب تبدیل می‌شود و تصمیم سرمایه نسبت به تصمیم سرمایه‌گذاری منحرف می‌شود. در تئوری عمومی تر، در جایی که تصمیم سرمایه‌گذار سطح مطلوب سهام سرمایه (که شامل سرمایه ثابت و سرمایه در گردش است) را تعیین می‌کند، و تصمیم سرمایه‌گذاری تغییر سهام سرمایه را در سکانس دوره‌ها تعیین می‌کند، اثر شتاب فقط به عنوان جریان فعلی پدیدار می‌شود. فاصله زمانی روی سرمایه‌گذاری جاری تأثیر می‌گذارد، بنابراین شکاف‌های قبلی را نیز انجام دهید. شتاب‌دهنده Aftalion-Clark v دارای چنین شکلی است {\displaystyle {\displaystyle I_{t}=\mu v\sum _{i=1}^{\infty }\left(1-\mu \right)^{i}\left(Y_{t-i}-Y_{t-i-1}\right)}I_{t}}در حالی که ضرب کینزی m چنین شکلی دارد"{\displaystyle Y_{t}=mI_{t}={\frac {1}{1-MPC}}I_{t}}ایده‌های این شتاب‌دهنده توسط هایک به خوبی توضیح داده شده‌است.

## چرخه‌های تجاری در مقابل شتاب
از آنجا که اثر شتاب بیانگر این است که افزایش درآمد باعث تسریع در انباشت سرمایه می‌شود و کاهش درآمد باعث کاهش سرمایه می‌شود (در یک مدل ساده)، این ممکن است باعث شود سیستم ناپایدار یا چرخه ای شود، و از این رو بسیاری از مدل‌های چرخه کسب و کار از این دست هستند. این نوع (مدل‌های چرخه شتاب‌دهنده چند برابر).

## مدل‌های شتاب‌دهنده
اثر شتاب‌دهنده در مدل شتاب‌دهنده ساده نشان داده شده‌است. این مدل فرض می‌کند که سهام کالاهای سرمایه ای (K) متناسب با سطح تولید (Y) است:
K = k × Y این بدان معنی است که اگر k (نسبت سرمایه به تولید) ثابت باشد، افزایش در Y نیاز به افزایش K دارد. یعنی سرمایه‌گذاری خالص، برابر است با:
در = k × ΔY فرض کنید k = ۲ (معمولاً فرض می‌شود k در (۰/۰)) باشد. این معادله حاکی از آن است که اگر Y 10 افزایش یابد، سرمایه‌گذاری خالص برابر ۲ × ۱۰ = ۲۰ خواهد بود، همان‌طور که توسط اثر شتاب‌دهنده پیشنهاد شده‌است. اگر Y تنها با ۵ افزایش یابد، معادله حاکی از آن است که میزان سرمایه‌گذاری ۲ × ۵ = ۱۰ خواهد بود. این بدان معنی است که مدل شتاب‌دهنده ساده دلالت بر این دارد که اگر رشد تولید کند شود، سرمایه‌گذاری ثابت سقوط خواهد کرد. کاهش واقعی تولید برای ریزش سرمایه‌گذاری لازم نیست. با این وجود، اگر کند شدن رشد تولید باعث سقوط سرمایه‌گذاری شود، چنین کاهش تولید در نتیجه منجر به کاهش تقاضای کل خواهد شد؛ بنابراین، مدل شتاب‌دهنده ساده دلالت بر توضیح درونزا از رکود چرخه تجارت ، انتقال به رکود اقتصادی دارد.
اقتصاددانان مدرن اثر شتاب‌دهنده را از نظر مدل پیشرفته تر شتاب‌دهنده انعطاف‌پذیر سرمایه‌گذاری توصیف کرده‌اند. به منظور بستن شکاف بین سهام مورد نظر کالاهای سرمایه (Kd) و سهام موجود کالاهای سرمایه ای که از گذشته گذشته باقی مانده‌است.(مشاغل 1 Business) مشاغل به عنوان سرمایه‌گذاری خالص در کالاهای سرمایه ثابت توصیف می‌شوند:{\displaystyle I_{n}=x(K^{d}-K_{-1})}جایی که x یک ضریب است که نشان دهنده سرعت تنظیم (۱ ≥ x ≥ ۰) است.{\displaystyle I_{t}=\mu v\sum _{i=1}^{\infty }\left(1-\mu \right)^{i}\left(Y_{t-i}-Y_{t-i-1}\right)}
سهام مورد نظر کالاهای سرمایه ای با متغیرهایی مانند نرخ سود مورد انتظار، سطح پیش‌بینی شده از تولید، نرخ بهره (هزینه مالی) و فناوری تعیین می‌شود. از آنجا که سطح خروجی مورد انتظار نقش دارد، این مدل رفتار توصیف شده توسط اثر شتاب‌دهنده اما کمتر از حد سرعت شتاب‌دهنده ساده نشان می‌دهد. از آنجا که سهام سرمایه موجود با گذشت زمان به دلیل سرمایه‌گذاری خالص گذشته رشد می‌کند، کند شدن رشد تولید (تولید ناخالص داخلی) می‌تواند باعث شود شکاف بین K و K موجود موردنظر باعث باریک، بسته یا حتی منفی شود و باعث سرمایه‌گذاری خالص فعلی شود. افتادن بدیهی است، ceteris paribus، سقوط واقعی در خروجی، سهام مورد نظر کالاهای سرمایه ای و بنابراین سرمایه‌گذاری خالص را تحت تأثیر قرار می‌دهد. به‌طور مشابه، افزایش تولید باعث افزایش سرمایه‌گذاری می‌شود. سرانجام، اگر سهام سرمایه مورد نظر کمتر از سهام واقعی باشد، ممکن است سرمایه‌گذاری خالص برای مدت طولانی افسرده شود.
در مدل شتاب‌دهنده نئوکلاسیک یورگنسون، سهام سرمایه مورد نظر از عملکرد تولید کل با فرض حداکثر سود و رقابت کامل بدست می‌آید. در مدل اصلی یورگنسون (1963) اثر شتاب وجود ندارد زیرا سرمایه‌گذاری آنی است، بنابراین سهام سرمایه می‌تواند پرش کند.

## مطالعه بیشتر
- Knox, A. D. (1970). "The Acceleration Principle and the Theory of Investment: A Survey".  In Shapiro, Edward (ed.). Macroeconomics: Selected Readings. New York: Harcourt, Brace & World. pp. 49–74. ISBN 0-15-551207-2.